# S&P 500
S&P 500, okrajšava za Standard and Poor's 500 je borzni indeks 500 lokalnih delniških družb v ZDA. Mnogi vlagatelji menijo, da je to najboljši pokazatelj ameriškega borznega trga. Indeks vključuje 500 najboljših podjetij in pokriva približno 80% razpoložljive tržne kapitalizacije. V praksi ima veliko od 500 podjetij, ki kotirajo na borzi, le omejen vpliv na uspešnost indeksa. Deset največjih delniških skladov v S&P 500 je imelo konec junija 2021 približno 26,6% skupne vrednosti v indeksu.
Indeks S&P 500 je bil ustvarjen leta 1957 in se izračuna s tehtano povprečno vrednostjo osnovnih delnic, zato imajo delnice z višjo tržno oceno večji vpliv na celotno vrednost indeksa. Od leta 2005 je indeks upošteva število delnic v prostem obtoku.
Glavno merilo za izbiro podjetij je tržna kapitalizacija, vendar se upoštevajo likvidnost delnic, stopnje rasti in vrsta dejavnosti podjetja. Finančne, informacijske in energetske delnice predstavljajo skoraj polovico vrednosti indeksa. Če podjetje ne izpolnjuje več zgoraj navedenih zahtev, to ne povzroči takojšnjega izbrisa. Glavni razlog za odstranitev iz indeksa je prodaja ali združitev.
Od začetka leta 2003 obstaja indeks S&P 500 EWI, v katerem ima vseh 500 udeležencev enako težo 0,2%. Indeks se prilagaja četrtletno.